# 밤이 온다
《밤이 온다》(인도네시아어: Malam Datang untuk Kita, 영어: The Night Comes for Us)는 2018년 인도네시아의 무술 액션 영화이다. 조 타슬림, 이코 우와이스, 줄리 에스텔이 출연했고, 티모 차얀토 감독이 연출했다. 2018년 10월 넷플릭스에서 공개됐다.

## 줄거리
이토는 식스 시스 (인도네시아: 에남 라웃)로 알려진 동남아시아 삼합회를 위한 6명의 엘리트 집행자 중 한 명이다. 몇몇 마을 사람들이 삼합회 약을 훔쳐 마을을 학살한 후로, 이토는 레이나라는 어린 소녀라는 생존자를 발견한다. 후회와 동정심을 느낀 이토는 참석 한 삼두회 병사들을 켜고 모두 죽인다. 나중에 어린 시절의 집인 자카르타로 돌아가 전 여자 친구 신타의 아파트에 레이나를 숨 긴다. 신타는 그의 상처를 치료하고 이토와 갱단에 있었던 파티흐를 부른다. 파티흐는 그들을 자신의 아파트로 옮기고 그의 사촌 위스누 하고 다리를 잃은 마약 중독자 보비의 마지막 구성원을 데려온다. 역시 이토 하고 레이나가 새 여권을 받고 나라를 탈출하도록 준비한다.
구 갱단의 전 멤버였던 아리안은 마카오로 이주하여 삼합회를 위한 클럽을 운영하고 있다. 그는 웨이트리스 중 한 명을 때리고 클럽에서 그 사람을 인질로 잡을 때 임의의 도둑을 잔인하게 학살한다. 식스 시스의 일원 인 치엔 우가 불러 이토를 죽이고 식시 시스 집행자의 새로운 구성원으로 자리를 잡도록 도와준다. 아이디어에 매료된 아리안은 제안을 수락한다.
이토는 자카르타에 두고 온 돈을 찾기 위해 옛 지인 요한을 만나러 간다. 요한도 삼합회와 관련이 있는 것으로 밝혀져 싸움이 이어진다. 이토는 요한의 부하들을 죽이지만 요한이 부패한 경찰을 불러들이는 전화를 걸기 전에는 죽지 않다. 요한을 총살하고 이토를 데려간다.
보비는 파티흐의 건물에 침투하는 요한의 깡패를 발견한다. 그는 엘리베이터에서 일부 깡패를 죽이기 전에 신타를 안전하게 보호하고 위스누와 파티흐의 싸움을 돕기 위해 돌아온다. 수적으로 많고 심각한 부상을 입었음에도 불구하고 처음에는 성공했지만 삼합회 집행자 엘레나 하고 알마가 도착한다. 요한의 마지막 부하 하고 위스누를 죽인다. 보비는 쿠크리로 보비를 죽이는 엘레나의주의를 분산시켜 파티흐 하고 레이나가 탈출하도록 돕기 위해 목숨을 바친다. 아리안은 알마가 심하게 다친 파티흐를 죽이고 의식을 잃기 전에 개입한가. 파티흐는 아리안이 파티흐가 어디에 있는지 아는 유일한 구성원 중 한 명이니까 아리안이 요한 하고 그 사람이 살았던 삼합회에게 말했다고 추론한다. 아리안의 추가 도움을 거부하고 간신히 그를 쏘지 만 그를 죽일 수는 없다. 더 많은 삼합회가 차고에서 파티흐 하고 레이나를 매복하려 한다. 파티흐는 삼합회 구성원의주의를 분산시켜 목숨을 희생하기 전에 레이나를 숨게 한다. 매복자들은 오퍼레이터라는 별명을 가진 수수께끼의 여성에 의해 모두 죽임을 당한다.
이토는 자신을 해방하고 파티흐의 아파트로 돌아오지만 이미 이전 동료가 죽음을 발견한다. 레이나가 발견하고 신타의 아파트로 이사 한 후 결속을 맺는다. 그런 다음 오퍼레이터가 도착하여 이토를 죽이려고 한다. 오퍼레이터가 이기면 레이나는 그 사람을 죽이는 대신 이토 하고 대화하도록 설득한다. 이토를 포함하여 식스 시스 회원을 제거하려는 의도를 말하고 자카르타에서 아리안의 재 등장에 대해 이야기한다. 이토는 무고한 사람을 죽인 것에 대해 가책을 느낀다고 설명하고 자신을 죽이라고 말하지만 오퍼레이터가 사라진다.
치엔 우는 다시 아리안을 만난다. 알마에게 파티흐를 죽임을 막은 아리안에게 처음에 화가 난 치엔 우는 아리안에게 이토를 죽일 마지막 기회를 주고 죽일 경우 식스에서 이토의 자리를 제공한다. 아리안이 치엔 우가 이토를 죽이고 싶어하는 이유를 묻자 치엔 우는 그 사람의 주요 목표가 자카르타 내에서 혼란을 일으키는 일이라고 설명한다. 회상에서 현재 삼합회가 사용하고 있는 창고에서 일하는 이토와 아리안이 세상에서 위로 올라가기 위해 함께 삼합회에 들어갔음을 밝혀졌다.
오퍼레이터는 레이나를 안전한 장소로 데려가기 위해 이토의 아파트로 돌아가고, 이토는 창고로 가서 그곳의 모든 삼합회 부하들을 학살한다. 더 많은 부하들이 그 사람을 죽이기 위해 이토의 아파트에 도착함에 따라 오퍼레이터는 빠른 방식으로 그들을 모두 죽인다. 엘레나 하고 알마도 도착하면, 오퍼레이터는 그들 하고 같이 잔인한 싸움을 벌이지만 엘레나 하고 알마를 모두 죽인다.
아리안은 이로를 죽이려는 저격수를 제거한다. 두 사람은 이전 삶 하고 식스 시스에 합류하려는 아리안의 의도에 대해 이야기한다. 길고 잔인한 싸움에서 둘 다 심각한 부상을 입는다. 이토는 마침내 우위를 점했지만 아리안을 죽이는 대신 떠난다. 치엔 우가 도착하여 이토를 두 번째로 죽이지 못한 아리안을 모욕한다. 아리안은 치엔 우를 쏘려고 하지만 총알이 없다는 것을 알게 된다. 치엔 우는 아리안의 조수가 이끄는 6 명의 암살자의 도움으로 아리안을 처형했으며 아마도 조수가 이토 대신 새로운 식스 시스 회원임을 암시한다.
오퍼레이터는 레이나를 이토까지 안전하게 안내하고 떠난다. 이토는 레이나를 출항하는 배에 태우지만 자신은 안 탑승한다. 마지막으로 서로 작별 인사를 한 후 중상을 입은 이토는 차에 타서 치엔 우 하고 더 많은 삼두회 회원 부하들을 앞에 발견한다. 사나운 미소를 짓는 이토는 치엔 우 하고 삼합회가 총을 쏘자 모두를 향해 차를 몰고 간다. 이토의 운명과 삼합회는 모르게 되지 않다.

## 출연진
- 조 타슬림 - 이토
- 이코 우와이스 - 아리안
- 아샤 케녜리 베르무데스 - 레이나
- 서니 팡 - 첸 우
- 살비타 데코르테 - 신타
- 아비마나 아랴사탸 - 파티흐
- 잭 리 - 보비
- 디마스 앙가라 - 위스누
- 줄리 에스텔 - 오퍼레이터
- 디안 사스트로와르도요 - 알마
- 해나 알라시드 - 엘리나
- 샤리파 다니시 - 삼합회 저격수
- 로니 P. 찬드라 - 알리옹
- 모건 오이 - 아리안의 조수
- 에피 쿠스난다르 - 나이트 핸들러
- 레발도 - 요한